# 村岡弘之
村岡 弘之（むらおか ひろゆき、1968年7月1日 - ）は、日本の俳優である。ジャパンアクションエンタープライズ所属。京都府出身。京都府立嵯峨野高等学校卒業。

## 人物・略歴
JAE第16期生。
趣味は音楽鑑賞、特技は少林寺拳法。
主にスーパー戦隊シリーズ、近年は仮面ライダーシリーズに登場する敵キャラのスーツアクターなどを担当している。2002年の『忍風戦隊ハリケンジャー』では中忍ツッコミーナ、2006年の『轟轟戦隊ボウケンジャー』ではズカンガミ、2012年の『特命戦隊ゴーバスターズ』ではカラテロイド、2020年の『魔進戦隊キラメイジャー』のモグラタタキ邪面など、スーツアクションに加え自身で声や人間態も演じている。『獣電戦隊キョウリュウジャー』でのアイガロンのスーツアクターで初めてレギュラーの悪幹部を担当した。
素の村岡もコミカルな面があり、『魔法戦隊マジレンジャー』の東映公式ホームページによると、撮影で京都に行った時にマツケンサンバを披露したという。

## 出演

### テレビドラマ
- 岡っ引どぶ（1991年、フジテレビ）
- 西遊記（1994年、日本テレビ）
- 武蔵 MUSASHI（2003年、NHK） - 豊臣方雑兵 役
- ためしてガッテン（2006年4月19日/2012年、NHK総合テレビ） - 怪人（2006年）、旦那 役（2012年）
- 西遊記（2006年） - 及川光博スタンドイン
- あんみつ姫（2008年、フジテレビ） - 甲賀者 役
- サラリーマン金太郎 第2シリーズ（2010年、テレビ朝日） - ヤクザ（第3話） 役
- 塀の中の中学校（2010年10月11日、TBS） - 刑務官 役
- 悪党〜重犯罪捜査班 （2011年、テレビ朝日） - サラリーマン（第8話） 役
- 陽はまた昇る（2011年、テレビ朝日） - 巡査 役
- ごきげん歌謡笑劇団（2011年11月5日、NHK総合テレビ） - カラミ
- 特命係長 只野仁ファイナル（2012年、テレビ朝日） - 男たち
- 梅ちゃん先生（2012年、NHK） - 乗客 役

### 特撮テレビドラマ
- 特救指令ソルブレイン（1991年 - 1992年、東映・テレビ朝日） - 小平和仙（第33話）役
- スーパー戦隊シリーズ
  - 忍風戦隊ハリケンジャー（2002年 - 2003年） - 黒子ロボ[6]、ジシャックモ[7]、ハナサッカ導士[6]、クッツク法師[8]、カンガルーレット[9]、ジンギローン[9]、バンパ・イヤーン[10]、チューピッド[10]、ファングール[11]、ファンゲロス[12]、ジュクキノコ[12]、ムササビスタル[12]、ゴムビローン[13]、フショクルーガ[13]、、デザーギ[14]、マドーギ[14]、ジャイアントムササビスタル[15]、メガタガメセクシー[15]、再生タウ・ザント究極体[16]、再生チュウズーボ[16]、下忍マゲラッパ[16]、漫才忍者ツッコ・ミーナのスーツアクター・声[14]
  - 爆竜戦隊アバレンジャー（2003年 - 2004年） - トリノイド、ギガノイド、ハッカラスナイパー[17]、時計[18]、バクダンデライオン[18]、復活[18] 、シャークルマーガレット[18][19]、アヤメガネズミ[19]、狩[19]、バーミア兵[17]
  - 特捜戦隊デカレンジャー（2004年 - 2005年） - アリエナイザー、怪重機、ドロイド、ボンゴブリン・ヘルズ[20]、アッティカ・アルパチ[21]、シンノー星人ハクタク（Episode.25）[22]、ポッペン星人ハイマル[23]、アンゴール[24]、ガニメデ[25]
  - 魔法戦隊マジレンジャー（2005年 - 2006年） - 冥獣、冥獣人、冥府神[要出典]、ウルケンタウロス（下半身）[26]
  - 轟轟戦隊ボウケンジャー（2006年 - 2007年） - 怪人、ツクモガミ・ズカンガミのスーツアクター・声
  - 獣拳戦隊ゲキレンジャー（2007年 - 2008年） - リンシー、リンリンシー[要出典]
  - 炎神戦隊ゴーオンジャー（2008年 - 2009年） - 先生A 役、蛮機獣[要出典]
  - 侍戦隊シンケンジャー（2009年 - 2010年） - 黒子、男 役
  - 天装戦隊ゴセイジャー（2010年 - 2011年） - 理髪師 役、幽魔獣、魔虫兵ビービ[要出典]
  - 海賊戦隊ゴーカイジャー（2011年 - 2012年） - 兵隊ゴーミン、スゴーミン[要出典]
  - 特命戦隊ゴーバスターズ（2012年 - 2013年） - メタロイド / メガゾード[要出典]、医師 役、カラテロイドの声（Mission39）[4]
  - 獣電戦隊キョウリュウジャー（2013年 - 2014年） - 哀しみの戦騎アイガロン[4]
  - 烈車戦隊トッキュウジャー（2014年 - 2015年）
  - 手裏剣戦隊ニンニンジャー（2015年 - 2016年） - ネコマタ、ヤマビコ、オトロシ[27]
  - 動物戦隊ジュウオウジャー（2016年 - 2017年） - シオマネキング[28]、ドロボーズ[29]
  - 宇宙戦隊キュウレンジャー（2017年 - 2018年） - メシウバインダベーの声（Space.8）
  - 快盗戦隊ルパンレンジャーVS警察戦隊パトレンジャー（2018年 - 2019年） - カジノオーナー[30] / ルレッタ・ゲロウ（第1話）[31]
  - 騎士竜戦隊リュウソウジャー（2019年 - 2020年） - 玉田（42） 役
  - 魔進戦隊キラメイジャー（2020年 - 2021年） - モグラタタキ邪面（人間態・スーツアクター・声）（エピソード17）[32][33]
  - 機界戦隊ゼンカイジャー（2021年 - 2022年） - イジルデ[34][5]、会社員（第21カイ!）[35][5]、ダイコンワルド（スーツアクター・声（第37カイ!））[36][5]
  - 暴太郎戦隊ドンブラザーズ（2022年 - 2023年） - カフェの客（ドン45話）[37]
  - 王様戦隊キングオージャー（2023年 - 2024年） - グローディ・ロイコディウム（第37回 - ）[38][39][1]、ダンジーム[1]、デズダンジーム、アメンジーム[1]、ダイヤモンドダンジーム[1]
  - 爆上戦隊ブンブンジャー（2024年 - 2025年） - ディスレース（バクアゲ27 - ）[40][2]、青里雲天 役（バクアゲ1・29）[41][42][43]、トケイグルマー（バクアゲ3）[2]、コイノボリグルマー（スーツアクター・声（バクアゲ10））[44][2]、カセキグルマー（バクアゲ15）[2]、オワングルマー（バクアゲ20）[2]
  - ナンバーワン戦隊ゴジュウジャー（2025年 - ） - 教頭 役（第24話）[45]
- 仮面ライダーシリーズ（東映・テレビ朝日）
  - 仮面ライダー響鬼（2005年 - 2006年）
  - 仮面ライダーカブト（2006年 - 2007年）
  - 仮面ライダー電王（2007年 - 2008年）
  - 仮面ライダーキバ（2008年 - 2009年） - スワローテイルファンガイア、ファンガイア[要出典]
  - 仮面ライダーディケイド（2009年） - 警備員 役
  - 仮面ライダーG（2009年1月31日） - ブラキペルマワーム[要出典]
  - 仮面ライダーW（2009年 - 2010年） - 氷室 役
  - 仮面ライダーオーズ/OOO（2010年 - 2011年） - ネコヤミー、白ヤミー（第3話）[要出典]、研究員
  - 仮面ライダーウィザード（2012年 - 2013年） - 酔っ払い 役
  - 仮面ライダーゼロワン（2019年 - 2020年）
  - 仮面ライダーセイバー（2020年 - 2021年）
  - 仮面ライダーガッチャード（2024年） - 犯罪者（第32話・第49話） 役[46]
  - 仮面ライダーガヴ（2024年 - ） - 男（第41話） 役

### 映画
- スーパー戦隊シリーズ
  - 忍風戦隊ハリケンジャー シュシュッと THE MOVIE（2002年） - 宇宙忍猿ブリザールのスーツアクター・声、アシュラザール[11]
  - 爆竜戦隊アバレンジャー DELUXE アバレサマーはキンキン中!（2003年）
  - 魔法戦隊マジレンジャー THE MOVIE インフェルシアの花嫁（2005年）
  - 電影版 獣拳戦隊ゲキレンジャー ネイネイ!ホウホウ!香港大決戦（2007年） - 機械人ヤン[要出典]
  - 炎神戦隊ゴーオンジャー BUNBUN!BANBAN!劇場BANG!!（2008年）
  - 劇場版 炎神戦隊ゴーオンジャーVSゲキレンジャー（2009年） - ゲキバイオレット[要出典]
  - 侍戦隊シンケンジャー 銀幕版 天下分け目の戦（2009年）
  - 天装戦隊ゴセイジャー エピックON THEムービー（2010年） - 明星のデインバルト[要出典]、大門軍団 役
  - ゴーカイジャー ゴセイジャー スーパー戦隊199ヒーロー大決戦（2011年）
  - 海賊戦隊ゴーカイジャー THE MOVIE 空飛ぶ幽霊船（2011年）
  - 海賊戦隊ゴーカイジャーVS宇宙刑事ギャバン THE MOVIE（2012年）
  - 特命戦隊ゴーバスターズVS海賊戦隊ゴーカイジャー THE MOVIE（2013年） - ヤツデンワニ[要出典]
  - 劇場版 獣電戦隊キョウリュウジャー ガブリンチョ・オブ・ミュージック（2013年）
  - 獣電戦隊キョウリュウジャーVSゴーバスターズ 恐竜大決戦! さらば永遠の友よ（2014年） - アイガロン[要出典]
  - 烈車戦隊トッキュウジャー THE MOVIE ギャラクシーラインSOS（2014年）
  - 烈車戦隊トッキュウジャーVSキョウリュウジャー THE MOVIE（2015年）
  - 手裏剣戦隊ニンニンジャー THE MOVIE 恐竜殿さまアッパレ忍法帖!（2015年）
  - 手裏剣戦隊ニンニンジャーVSトッキュウジャー THE MOVIE 忍者・イン・ワンダーランド（2016年）
  - 劇場版 動物戦隊ジュウオウジャー ドキドキサーカスパニック!（2016年） - 団員B[30] 役
  - 劇場版 動物戦隊ジュウオウジャーVSニンニンジャー 未来からのメッセージ from スーパー戦隊（2017年）
  - 宇宙戦隊キュウレンジャー THE MOVIE ゲース・インダベーの逆襲（2017年）
  - 快盗戦隊ルパンレンジャーVS警察戦隊パトレンジャー en film（2018年）
  - 騎士竜戦隊リュウソウジャー THE MOVIE タイムスリップ!恐竜パニック!!（2019年）[47]
  - 魔進戦隊キラメイジャー エピソードZERO（2020年）[48]
  - 機界戦隊ゼンカイジャー THE MOVIE 赤い戦い! オール戦隊大集会!!（2021年）[49]
  - 暴太郎戦隊ドンブラザーズ THE MOVIE 新・初恋ヒーロー（2022年） - 教師 役
  - 映画 王様戦隊キングオージャー アドベンチャー・ヘブン （2023年）
  - 爆上戦隊ブンブンジャー 劇場BOON! プロミス・ザ・サーキット（2024年）
  - ナンバーワン戦隊ゴジュウジャー 復活のテガソード（2025年）
- 仮面ライダーシリーズ
  - 劇場版 仮面ライダー電王 俺、誕生!（2007年）
  - 劇場版 仮面ライダーキバ 魔界城の王（2008年）
  - 劇場版 さらば仮面ライダー電王 ファイナル・カウントダウン（2008年）
  - 劇場版 超・仮面ライダー電王&ディケイド NEOジェネレーションズ 鬼ヶ島の戦艦（2009年） - ゲルニュート[要出典]
  - 劇場版 仮面ライダーディケイド オールライダー対大ショッカー（2009年）
  - 仮面ライダー×仮面ライダー W&ディケイド MOVIE大戦2010（2009年）
  - 仮面ライダー×仮面ライダー×仮面ライダー THE MOVIE 超・電王トリロジー EPISODE BLUE 派遣イマジンはNEWトラル（2010年）
  - 仮面ライダーW FOREVER AtoZ/運命のガイアメモリ（2010年） - 野次馬 役
  - 仮面ライダー×仮面ライダー フォーゼ&オーズ MOVIE大戦MEGA MAX（2011年）
  - 仮面ライダー×仮面ライダー ウィザード&フォーゼ MOVIE大戦アルティメイタム（2012年）
  - 仮面ライダー1号（2016年） - やくざ風の男[30] 役
  - 劇場版 仮面ライダーゴースト 100の眼魂とゴースト運命の瞬間（2016年）
  - 仮面ライダー 令和 ザ・ファースト・ジェネレーション（2019年）[50]
- スーパーヒーロー大戦シリーズ
  - 仮面ライダー×スーパー戦隊 スーパーヒーロー大戦（2012年）
  - 平成ライダー対昭和ライダー 仮面ライダー大戦 feat.スーパー戦隊（2014年）
  - スーパーヒーロー大戦GP 仮面ライダー3号（2015年）
  - セイバー+ゼンカイジャー スーパーヒーロー戦記（2021年）
- 椿三十郎（2007年） - 侍 役
- 特命係長 只野仁 最後の劇場版（2008年） - 組員 役
- ワイルド7（2011年） - 男C 役
- ブルーバレンタイン3D〜リベンジガール〜（2011年） - ナイフ男 役
- イン・ザ・ヒーロー（2014年） - 忍者 役
- 無限の住人（2017年）
- 燃えよ剣（2021年） - 不逞浪士D 役[51]

### オリジナルビデオ
- スーパー戦隊シリーズ（東映）
  - 忍風戦隊ハリケンジャーVSガオレンジャー（2003年）
  - 爆竜戦隊アバレンジャーVSハリケンジャー（2004年）
  - 特捜戦隊デカレンジャーVSアバレンジャー（2005年）
  - 轟轟戦隊ボウケンジャーVSスーパー戦隊（2007年）
  - 帰ってきた侍戦隊シンケンジャー 特別幕（2010年）
  - 帰ってきた天装戦隊ゴセイジャー last epic（2011年） - 犯人 役
  - 海賊戦隊ゴーカイジャー キンキンに!ド派手に行くぜ!36段ゴーカイチェンジ!!（2011年）
  - 特命戦隊ゴーバスターズVSビートバスターVS J（2012年）
  - 帰ってきた特命戦隊ゴーバスターズVS動物戦隊ゴーバスターズ（2013年）
  - 帰ってきた獣電戦隊キョウリュウジャー 100 YEARS AFTER（2014年） - 嫉妬の戦騎ホシイガロン[4]
  - 烈車戦隊トッキュウジャー さらばチケットくん! 荒野の超トッキュウバトル!!（2014年）
  - 手裏剣戦隊ニンニンジャー アカニンジャーVSスターニンジャー百忍バトル!（2015年）
  - 行って帰ってきた烈車戦隊トッキュウジャー 夢の超トッキュウ7号（2015年）
  - 特捜戦隊デカレンジャー 10 YEARS AFTER（2015年、東映）
  - 帰ってきた手裏剣戦隊ニンニンジャー ニンニンガールズVSボーイズ FINAL WARS（2016年）
  - 動物戦隊ジュウオウジャー スーパー動物大戦（2016年）
  - 帰ってきた動物戦隊ジュウオウジャー お命頂戴!地球王者決定戦（2017年）
  - 機界戦隊ゼンカイジャーVSキラメイジャーVSセンパイジャー（2022年） - カルビワルド[52]
  - 王様戦隊キングオージャーVSドンブラザーズ（2024年）
  - 王様戦隊キングオージャーVSキョウリュウジャー（2024年）
  - 爆上戦隊ブンブンジャーVSキングオージャー（2025年） - マンホールグルマー[2]
- 仮面ライダーシリーズ
  - 仮面ライダーキバ アドベンチャーバトルDVD 〜キミもキバになろう〜（2008年）
  - 仮面ライダーW RETURNS 仮面ライダーエターナル（2011年）
  - てれびくん超バトルDVD 仮面ライダーリバイス コアラVSカンガルー!!結婚式のチューしんで愛をさけぶ!?（2022年）

### ネットムービー
- ドライブサーガ 仮面ライダーブレン（2019年、東映）
- グッドモーニング、眠れる獅子2（2023年、Lemino・ひかりTV）
- 王様戦隊キングオージャー ラクレス王の秘密（2023年、東映）
- ギーツエクストラ 仮面ライダーゲイザー（2024年、東映） - 大名 役

### 舞台
- 田村正和座長公演「新・乾いて候」（2005年、新橋演舞場）
- 天童よしみ特別公演「くれない三度笠」（2007年、新歌舞伎座） - 鬼蔵の子分 役
- 暴れん坊将軍II「美ら島伝説」（2008年、新宿コマ劇場） - 薩摩藩士 役
- 赤い城 黒い砂（2009年、京都南座/日生劇場） - アンサンブル
- wipe out 破壊（2011年、萬劇場） - 赤龍 役
- 早乙女太一特別公演「GOEMON」（2012年、御園座/明治座） - 家臣 役
- 坂本冬美特別公演 第一部：新版「女の花道」（2014年、新歌舞伎座） - アンサンブル

### イベント
- JAE "春"プレミアムイベント ~Jump Up!~（2016年、新宿文化センター）